# Караязы (Гёйчайский район)
Караязы (азерб. Qarayazı) — село в Гёйчайском районе Азербайджана. 

## География
Расположено у подножий Боздагского хребта, в 22 км к востоку от районного центра Гёйчай у шоссе Баку-Казах.

## История
В списках населённых мест Бакинской губернии от 1870 года, составленных по сведениям камерального описания губернии с 1859 по 1864 год, упоминается «татарское»-шиитское село Кюр-кенди (Кюрт-кенди, Караязи) Гёкчайского уезда Бакинской губернии.

## Население
В материалах посемейных списков на 1886 год, приводятся сведения об Караязы (Кюркенды) Гёкчайского уезда Бакинской губернии. Караязы вместе с селениями Екехана и Каджаръ образовывало одноимённое сельское общество центром которого и являлось.
В селении проживало 611 жителей в 90 дымах и все являлись «татарами»-шиитами (азербайджанцами-шиитами). Среди них насчитывалось 305 мужчин и 306 женщин.
По данным конца 1970-х годов в Караязы проживало 1396 человек. В селе были развиты — животноводство, шелководство, виноградарство и зерноводство. Имелись школа-восьмилетка, 2 библиотеки, медицинский пункт, клуб и киноустановка.